# Élections législatives de 2020 au Massachusetts
Les élections législatives de 2020 au Massachusetts ont lieu le 3 novembre 2020 afin d'élire les 160 membres de la Chambre des représentants de l'État américain du Massachusetts.
Le scrutin est une victoire pour le parti démocrate, qui conserve la majorité absolue. Le président de la chambre, Robert DeLeo, décide fin décembre de prendre sa retraite, laissant son siège vacant.

## Système électoral
La Chambre des représentants du Massachusetts est la chambre basse de son parlement bicaméral. Elle est composée de 160 sièges pourvus pour deux ans au scrutin uninominal majoritaire à un tour dans autant de circonscriptions.

## Résultats
| Partis                   | Partis                | Voix | %   | +/- | Sièges | +/-           |
| ------------------------ | --------------------- | ---- | --- | --- | ------ | ------------- |
|                          | Parti démocrate (D)   |      |     |     | 129    | 2             |
|                          | Parti républicain (R) |      |     |     | 30     | 2             |
|                          | Parti libertarien (L) |      |     |     | 0      | en stagnation |
|                          | Autres partis         |      |     | -   | 0      | en stagnation |
|                          | Indépendants          |      |     |     | 1      | en stagnation |
|                          |                       |      |     |     |        |               |
| Votes valides            |                       |      |     |     |        |               |
| Votes blancs et nuls     |                       |      |     |     |        |               |
| Total                    | Total                 |      | 100 | -   | 160    | en stagnation |
| Abstentions              |                       |      |     |     |        |               |
| Inscrits / participation |                       |      |     |     |        |               |